# Valentina (serie televisiva 1989)
Valentina è una serie televisiva italiana prodotta da Reteitalia in coproduzione franco-spagnola, ed ispirata all'omonimo fumetto di Guido Crepax.

## Trama
Le vicende ruotano intorno alle indagini della fotografa Valentina Rosselli, relative ad intrighi e misteri nei quali finisce invischiata a causa della sua curiosità. Nelle indagini Valentina è spesso coadiuvata dall'antiquario Philip Rembrant, con il quale condivide un'ambigua relazione sentimentale.

## Cast
Nel ruolo della protagonista fu scelta l'allora esordiente Demetra Hampton, doppiata da Claudia Balboni.
Il ruolo del protagonista maschile fu affidato a Russel Case (doppiato da Dario Penne), che interpreta il ruolo di Philip Rembrant, il compagno di Valentina. L'attore appare in tutte le puntate ad eccezione dell'episodio Farfalle.
Nel cast, in ruoli minori, figurano anche Sabrina Ferilli, Kim Rossi Stuart, Antonello Fassari, Giorgio Tirabassi, Eva Robin's, Andrea Liberovici, Assumpta Serna, Ricky Gianco, Beatrice Palme, Andrea Prodan, Eleonora Vallone, John Karlsen.

## Episodi
| nº | Titolo                 | Prima TV Italia   |
| -- | ---------------------- | ----------------- |
| 1  | Baba Yaga              | 29 settembre 1989 |
| 2  | Il violoncello         | 6 ottobre 1989    |
| 3  | Jack ama Lulù          | 13 ottobre 1989   |
| 4  | Valentina non riposa   | 20 ottobre 1989   |
| 5  | Per amore di Valentina | 27 ottobre 1989   |
| 6  | Farfalle               | 3 novembre 1989   |
| 7  | Fotofinish             | 10 novembre 1989  |
| 8  | L'altra                | 17 novembre 1989  |
| 9  | Rembrandt e le streghe | 24 novembre 1989  |
| 10 | Valentina assassina    | 1º dicembre 1989  |
| 11 | Caduta angeli          | 8 dicembre 1989   |
| 12 | Ciao Valentina         | 15 dicembre 1989  |
| 13 | Addio Valentina        | 22 dicembre 1989  |

## Distribuzione
È stata trasmessa in prima visione fra il 29 settembre 1989 e il 22 dicembre 1989 su Italia 1.
La serie è stata trasmessa nuovamente da Mediaset Extra dal 27 novembre 2010 in seconda serata.

### Edizioni home video
Nel 2008 i tredici episodi componenti la serie sono stati raccolti in un cofanetto di tre DVD, edito dalla Mondo Home Entertainment.